# Серова, Сусанна Павловна
Сусанна (Сюзанна) Павловна Серова (13 января 1934, Москва, РСФСР, СССР — 6 августа 2025, Москва, Россия) — советский и российский педагог, театральный деятель, актриса театра и кино, режиссёр, мастер художественного слова, профессор ГИТИСа. Заслуженный деятель искусств Российской Федерации (2004).

## Биография
Родилась 13 января 1934 года в Москве.
В 1957 году окончила актёрский факультет Школы-студии МХАТ, обучаясь в мастерской В. О. Топоркова. Проходила обучение на режиссёрских курсах (литературно-драматический отдел), которое окончила на Центральном телевидении (1967—1981).
Являлась автором таких программ, как «МХАТ и Чехов», «МХАТ и Горький», а также цикла передач «Искусство стихотворного перевода», «Ван Гог в Арле», «Бунин. Страницы творчества» и других. В 1980—1990 года Серова озвучивала телевизионные передачи в цикле «Русские цари», «Мария Кузьмина-Караваева», «Марина Цветаева».
С 1982 года Серова стала преподавать кафедру сценической речи в ГИТИСе. Работала педагогом по сценической речи на курсе О. П. Табакова и на курсах П. Н. Фоменко и С. В. Женовача.
Автор нескольких сборников стихов: «Перед открытой дверью», «Я молча кричу», «На путях сообщения», «В зеркале сцены». Также являлась художественным руководителем «Студии художественного слова» при Центральном доме учёных.
Играла небольшие роли и эпизоды в советских фильмах. В 1958 году появилась в эпизоде фильма «На дорогах войны», в 1963 (1965) году сыграла роль Шуры Королевы в фильме-спктакле «Не отдавай королеву», в 1973 году сыграла роль княгини Нехлюдовой в фильме-спектакле «Детство. Отрочество. Юность», в 1987 году сыграла роль старой  барыни в «Пиковой даме». Последней ролью стал фильм «Зона Любэ», в котором Серова сыграла роль матери на границе.
В 2004 году ей было присвоено звание заслуженного деятеля искусств Российской Федерации.
Скончалась 6 августа 2025 году на 92 году жизни в Москве.

## Звания и награды
- Заслуженный деятель искусств Российской Федерации (2004)[2].

## Творчество

### Фильмография
- 1958 — На дорогах войны — участие
- 1963 — Не отдавай королеву — Шура Королева
- 1973 — Детство. Отрочество. Юность — княгиня Нехлюдова
- 1987 — Пиковая дама — старая барская барыня
- 1994 — Зона Любэ — мать на границе